# Martin Luthers Tischreden

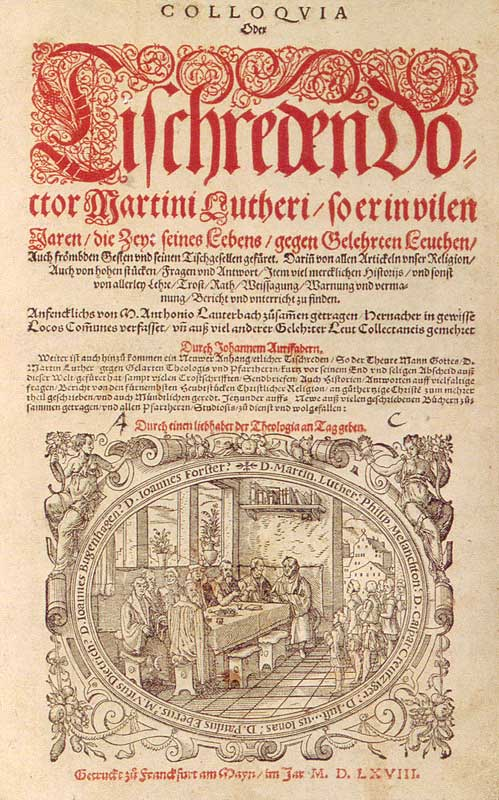
Johannes Aurifaber: Titelholzschnitt der Tischreden Martin Luthers

Martin Luthers Tischreden (Tischreden Doctor Martin Luthers) sind Nachschriften und Notizen, die von Gästen des deutschen Reformators Martin Luther (1483–1546) in seinem Hause angefertigt und gesammelt wurden. Sie wurden erstmals 1566 von seinem Schüler Johannes Aurifaber in Eisleben herausgegeben und erfuhren im Laufe der Jahrhunderte verschiedene Formen der Neugestaltung.

## Entstehungsgeschichte
Als Erster hatte Pfarrer Konrad Cordatus ab 1531 begonnen, während der Mahlzeiten als Gast bei Luther mitzuschreiben. Sein Beispiel ahmten bald andere nach. So kursierten eine ganze Reihe von unautorisierten Mitschriften, teils wörtlich, teils zusammenfassend, ehe sie Aurifaber – durch seine eigenen Ergänzungen „verständlich“ gemacht – veröffentlichte. Weitere Kompilatoren waren Johannes Mathesius, Veit Dietrich, Anton Lauterbach, Johann Schlaginhaufen, Kaspar Heidenreich, Hieronymus Besold und Georg Rörer. 1883 wurde die erste historisch-kritische Ausgabe der Tischreden publiziert. Um 1900 fand der Bibliothekar Ernst Kroker eine Kopie von Mathesius’ Handschrift in der Stadtbibliothek Leipzig. Themen der Tischgespräche sind unter anderem der christliche Glaube, Kirche, Staat, Familie und Zusammenleben. Bei den Tischgesprächen Luthers durften traditionell nur Männer sprechen. Gesprochen wurde an Luthers Tisch in einer Mischung aus Deutsch und Latein. Das hierbei gebrauchte Deutsch entspricht den in der Mitte des 16. Jahrhunderts üblichen thüringischen Dialektformen, mitunter in recht derber Ausdrucksweise.
In seiner Lutherbiografie schildert Mathesius, wie es an Luthers Tisch herging: 

„Wenn er uns wollte Rede abgewinnen, pflegte er einen Anwurf zu thun: Was höret man Neues? Die erste Vermahnung ließen wir vorübergehen. Wenn er wieder anhielt: Ihr Prälaten, was Neues im Lande? da fingen die Alten am Tische an zu reden. Doktor Wolff Severus, so der Römischen Königlichen Majestät Präzeptor gewesen, saß oben an, der bracht was auf die Bahn, wenn niemand Fremdes vorhanden, als ein gewandeter Hofmann.
Wenns Gedöber (d. h. eifriges Gespräch), doch mit gebührlicher Furcht und Ehrerbietigkeit anging, schossen andere bisweilen ihren Theil auch dazu, bis man den D. anbracht.“

Eine Inhaltsangabe von Luthers Tischreden in der sechsbändigen Weimarer Ausgabe findet sich im dortigen Artikel unter Abteilung Tischreden.

## Ausgaben
- Tischreden in der Weimarer Ausgabe, 1912
- Auswahl von Martin Luthers Tischreden im Projekt Gutenberg, hg. von A. Frederking.
- Karl Knaake: Ausgabe in archive.org
- Aurifaber, Tischreden oder Colloquia Doct[oris] Mart[ini] Luthers. […]. Faksimiledruck der Originalausgabe 1566 aus dem Besitz der Universitätsbibliothek Leipzig. Mit einem Nachwort von Helmar Junghans, Leipzig. Edition Leipzig, 1981. Lizenzausgabe 1983 mit Genehmigung des Verlages Edition Leipzig.